# Ewerton
Ewerton (* 23. März 1989 in Penedo, Alagoas; voller Name Ewerton José Almeida Santos) ist ein ehemaliger brasilianischer Fußballspieler. Der Innenverteidiger spielte in Deutschland beim 1. FC Kaiserslautern, 1. FC Nürnberg, Hamburger SV und den Würzburger Kickers.

## Karriere

### Anfänge in Brasilien
Ewerton spielte in der Jugend des SC Corinthians Alagoano. Im Juni 2009 wechselte er bis zum Jahresende auf Leihbasis in die U20 von Palmeiras São Paulo. Im Mai 2010 wechselte Ewerton bis zum Ende der Saison 2010 auf Leihbasis zum Zweitligisten AS Arapiraquense (kurz ASA), für den er 22-mal zum Einsatz kam. Zur Saison 2011 wurde er an den Oeste FC weiterverliehen, für den er allerdings nicht zum Einsatz kam.

### Zwischen Portugal und Russland
Zur Spielzeit 2011/12 wechselte Ewerton zum portugiesischen Erstligisten Sporting Braga. Er absolvierte 18 Erstligaspiele (alle in der Startelf) und erzielte ein Tor. Zur Saison 2012/13 wechselte Ewerton zum russischen Erstligisten Anschi Machatschkala. In seiner ersten Spielzeit kam er lediglich auf 7 Ligaeinsätze. In der Saison 2013/14, in der der Verein in die 1. Division abstieg, folgten 12 Einsätze, in denen er ein Tor erzielte. In der Saison 2014/15 kam Ewerton bis Ende Januar 2015 zu 5 Einsätzen in der zweiten russischen Liga.
Ende Januar 2015 Ewerton nach Portugal zurück und schloss sich Sporting Lissabon an. Bis zum Ende der Saison 2014/15 kam er 9-mal in der Primeira Liga zum Einsatz und erzielte ein Tor. Zudem kam er 2-mal in der zweiten Mannschaft in der zweitklassigen Segunda Liga zum Einsatz. Mit der ersten Mannschaft gewann er am Saisonende den Pokal und im August 2015 nach einem 1:0-Sieg gegen Benfica Lissabon den Supercup. In der Spielzeit 2015/16 konnte sich Ewerton nicht nachhaltig durchsetzen und kam lediglich zu 8 Einsätzen (ein Tor) in der Primeira Liga.

### Über Kaiserslautern nach Nürnberg
Ende August 2016 wechselte Ewerton bis zum Ende der Saison 2016/17 auf Leihbasis zum deutschen Zweitligisten 1. FC Kaiserslautern. Dort etablierte er sich als Stammspieler und kam in 24 Zweitligaspielen (alle in der Startelf) zum Einsatz.
Zur Saison 2017/18 wechselte Ewerton innerhalb der 2. Bundesliga zum 1. FC Nürnberg. Unter dem Cheftrainer Michael Köllner war er Stammspieler in der Innenverteidigung und kam auf 28 Zweitligaeinsätze (26-mal in der Startelf), in denen er ein Tor erzielte. Am Saisonende stieg er mit dem Verein in die Bundesliga auf. In der Vorbereitung auf die Saison 2018/19 zog sich Ewerton einen  Anriss der Syndesmose zu und gab Ende Oktober sein Comeback. Nach seiner Verletzung gehörte er unter Köllner und dessen Nachfolger Boris Schommers wieder zum Stammpersonal und absolvierte 18 Erstligaspiele (15-mal in der Startelf). Am Saisonende stieg der 1. FC Nürnberg direkt in die 2. Bundesliga ab.

### Hamburger SV
Zur Saison 2019/20 wechselte der 30-jährige Ewerton zum Hamburger SV, bei dem er einen Vertrag mit einer Laufzeit bis zum 30. Juni 2021 unterschrieb. Er fiel jedoch zunächst mit Leistenproblemen aus und zog sich Ende August einen Syndesmosebandanriss zu. In der Länderspielpause im Oktober kehrte Ewerton in das Mannschaftstraining zurück. In der Zwischenzeit hatten sich Rick van Drongelen und Gideon Jung unter dem Cheftrainer Dieter Hecking in der Innenverteidigung etabliert. Ende November wurde Ewerton erstmals in Pflichtspielen eingesetzt: Auf seine erste Einwechslung in der 2. Bundesliga am 15. Spieltag folgte einen Tag später ein Einsatz über die volle Spielzeit in der zweiten Mannschaft in der viertklassigen Regionalliga Nord. Ewerton stand am 17. und 18. Spieltag neben Timo Letschert in der Startelf, verletzte sich aber in seinem zweiten Startelfeinsatz erneut und musste noch in der ersten Halbzeit durch van Drongelen ersetzt werden, der fortan mit Letschert die Innenverteidigung bildete. Nach der Winterpause spielte er zunächst keine Rolle und kam nicht zum Einsatz. Am 24. Spieltag stand Ewerton wieder neben Letschert in der Startelf, musste aber erneut verletzungsbedingt in der ersten Halbzeit ausgewechselt werden. Er zog sich einen Teilriss des Innenbandes im Knie zu. Da die Spielzeit nach dem 25. Spieltag aufgrund der COVID-19-Pandemie unterbrochen wurde, verpasste Ewerton zunächst nur ein Spiel. Er kehrte während der Saisonunterbrechung in das Mannschaftstraining zurück, klagte aber noch vor der Wiederaufnahme des Spielbetriebs Mitte Mai über Innenbandprobleme im Knie. Bei der 1:5-Niederlage gegen den SV Sandhausen am 34. Spieltag, an dem das Erreichen des 3. Platzes für den HSV noch möglich gewesen wäre, stand Ewerton erstmals wieder für ein Spiel zur Verfügung und rückte aufgrund der Ausfälle von Letschert und Jordan Beyer gemeinsam mit Jung und van Drongelen in einer Dreierkette direkt in die Startelf, musste aber erneut in der Halbzeit ausgewechselt werden. Ewerton absolvierte insgesamt 5 Zweitligaspiele (4-mal von Beginn), in denen er rund 200 Minuten zum Einsatz kam.
In der Sommerpause vor der Saison 2020/21 wurde Ewerton ein gutartiger Tumor in der hinteren Oberschenkelmuskulatur entfernt, wodurch man sich erhoffte, einen Grund für seine Verletzungen gefunden zu haben. Er stieg daraufhin verspätet in die Sommervorbereitung unter dem neuen Cheftrainer Daniel Thioune ein. Ende September kam der Innenverteidiger einmal bei der zweiten Mannschaft zum Einsatz, musste jedoch erneut angeschlagen in der Halbzeit ausgewechselt werden.

### Würzburger Kickers
Anfang Oktober 2020 wechselte Ewerton kurz vor dem Ende der Transferperiode innerhalb der 2. Bundesliga zu den Würzburger Kickers. Dort kam er auf 8 Ligaeinsätze (alle von Beginn). Am Saisonende stiegen die Kickers in die 3. Liga ab, woraufhin Ewerton den Verein verließ und schließlich seine Karriere beendete.

## Erfolge
- Aufstieg in die Bundesliga: 2018 (mit dem 1. FC Nürnberg)
- Portugiesischer Pokalsieger: 2015 (mit Sporting Lissabon)
- Portugiesischer Supercupsieger: 2015 (mit Sporting Lissabon)